# Carlo Loffredo (arcivescovo)
Carlo Loffredo (Cardito, 31 marzo 1635 – Capua, 17 gennaio 1701) è stato un arcivescovo cattolico italiano.

## Biografia
Patrizio napoletano, appartenente ai Chierici regolari teatini, nel 1670 fu eletto vescovo di Molfetta.
Nel 1680 promosse la costruzione di un edificio riservato al soggiorno estivo dei vescovi molfettesi.
Nel 1691 fu nominato arcivescovo di Bari.
Dal 20 marzo 1697 fino alla morte fu arcivescovo di Capua.

## Genealogia episcopale
La genealogia episcopale è:
- Arcivescovo Filippo Archinto
- Papa Pio IV
- Cardinale Giovanni Antonio Serbelloni
- Cardinale Carlo Borromeo
- Cardinale Ottavio Paravicini
- Cardinale Giambattista Leni
- Cardinale Giulio Roma
- Arcivescovo Martino Alfieri
- Cardinale Francesco Maria Machiavelli
- Papa Innocenzo XI
- Arcivescovo Carlo Loffredo, C.R.